# Бохолт
Бохолт (нидерл. Bocholt) — коммуна в провинции Лимбург. По состоянию на 1 января 2018 года население составляет 13.085 человек. Площадь составляет 59,34 км² при плотности населения 221 чел. / км ². 

## Коммуна
С 1977 года к коммуне Бохолт относится бывшая коммуна Каулиль (нидерл. Kaulille).
Один из центров деревни - Реппель, где святой Виллиброрд предположительно в 7 веке построил церковь. До конца 18-го века церковь относилась к аббатству Эхтернах.

## Галерея
- Церковь Святого Лаврентия
- Каулиль, водонапорная башня